# Бейкер, Майло Сэмюэл
Майло Сэмюэл Бейкер (англ. Milo Samuel Baker; 1868—1961) — американский ботаник, специалист по фиалкам.

## Биография
Майло Сэмюэл Бейкер родился 19 июля 1868 года в городе Строберри-Пойнт штата Айова. В 1875 году его семья переехала в Калифорнию, город Ок-Ран. Бейкер учился в школе в Сан-Хосе, затем работал учителем в различных школах округов Санта-Клара и Модок. Он закончил Калифорнийский университет со степенью бакалавра по химии. В 1901 году он стал магистром в Стэнфордском университете. С 1901 по 1906 преподавал Лоуэллской школе в Сан-Франциско. Затем Майло Сэмюэл работал на ранчо, в 1922 году снова стал преподавать, на этот раз в Средней школе Санта-Росы. Затем Майло Бейкер стал профессором в Юношеском колледже в Санта-Росе. Бейкер длительное время был президентом Ботанического общества Калифорнии. В 1945 году он ушёл на пенсию, однако остался куратором основанного им Гербария северного берега (англ. North Coast Herbarium), периодически преподавал курсы по ботанике. Бейкер идентифицировал более 2700 видов растений в калифорнийском районе North Coast. Последний раз Майло Бейкер преподавал уже в возрасте 90 лет. Майло Сэмюэл Бейкер скончался 4 января 1961 года в возрасте 92 лет.

## Растения, названные в честь М. С. Бейкера
- Arctostaphylos bakeri Eastw., 1934
- Blennosperma bakeri Heiser, 1947 [syn.  Bidens vulgata Greene, 1899]
- Cupressus bakeri Jeps., 1909
- Cryptantha milobakeri I.M.Johnst., 1940
- Delphinium bakeri Ewan, 1942
- Lupinus milo-bakeri C.P.Sm., 1940 [syn.  Lupinus luteolus Kellogg, 1873]
- Viola bakeri Greene, 1898 [syn.  Viola praemorsa var. bakeri (Greene) J.T.Howell, 1975]